# Tobdin
Tobdin (mađ. Tabdi) je selo u središnjoj Mađarskoj.
Zauzima površinu od 21,39 km četvornih.

## Zemljopisni položaj
Nalazi se u regiji Južni Alföld, na 46°40'58" sjeverne zemljopisne širine i 19°18'10" istočne zemljopisne dužine.

## Upravna organizacija
Upravno pripada kireškoj mikroregiji u Bačko-kiškunskoj županiji. Poštanski broj je 6224.

## Stanovništvo
U Tobdinu živi 1196 stanovnika (2002.).